# 罗秀 (明朝宦官)
罗秀（1433年—1507年），字云峰，广西人，明朝弘治时期的內官监太监。

## 生平
宣德八年（1433年），出生。
正统十三年（1448年），选入宫廷，以大能仁寺灌顶大师国师三曼答室哩为师，学习佛法密教。
天顺八年（1464年），升任奉御。
成化十三年（1477年），升任酒醋麵局右副使。
成化年间，升任內官监太监。
弘治三年（1490年），允许内廷乘马。
弘治九年（1496年），署理惜薪司的事务。
弘治十年（1497年），负责天王殿、左右殿、钟鼓楼、山门廊庑等处的佛像镀金、金碧彩画、雕装幡憧、供器装饰以及书写西天梵音大般若藏经。
正德二年（1507年），去世，享年75岁。